# Ukrajina na Letních olympijských hrách 2008
Ukrajina na Letních olympijských hrách 2008 v Pekingu reprezentovalo 243 sportovců, z toho 127 mužů a 116 žen. Nejmladším účastníkem byla Anastasija Kovalová (15 let, 278 dní), nejstarší pak Jean-Claude Vangeenberghe (45 let, 274 dní) . Reprezentanti vybojovali 22 medailí, z toho 7 zlatých, 4 stříbrných a 11 bronzových.

## Medailisté
| Medaile | Jméno                                                            | Sport                | Disciplína                             |
| ------- | ---------------------------------------------------------------- | -------------------- | -------------------------------------- |
| Zlato   | Oleksandr Petriv                                                 | Sportovní střelba    | Muži rychlopalba pistole 25 m          |
| Zlato   | Artur Ajvazjan                                                   | Sportovní střelba    | Muži karabina – v leže 50 m            |
| Zlato   | Viktor Ruban                                                     | Lukostřelba          | Muži jednotlivci                       |
| Zlato   | Olha Žovnirová Olena Chomrovová Halyna Pundyková Olha Charlanová | Šerm                 | Družstvo žen šavle                     |
| Zlato   | Natalija Dobrynská                                               | Atletika             | Ženy sedmiboj                          |
| Zlato   | Inna Osypenková-Radomská                                         | Kanoistika           | Ženy - K-1 500 m                       |
| Zlato   | Vasyl Lomačenko                                                  | Box                  | Muži váha muší do 57 kg                |
| Stříbro | Jurij Suchorukov                                                 | Sportovní střelba    | Muži karabin - tři rány 50 m           |
| Stříbro | Andrij Stadnyk                                                   | Zápas                | Muži volný styl do 66 kg               |
| Stříbro | Olena Antonovová                                                 | Atletika             | Ženy hod diskem                        |
| Stříbro | Iryna Liščynská                                                  | Atletika             | Ženy 1 500 metrů                       |
| Bronz   | Roman Honťuk                                                     | Judo                 | Muži do 81 kg                          |
| Bronz   | Illja Kvaša Oleksij Pryhorov                                     | Skoky do vody        | Muži synchronizované skoky z prkna 3 m |
| Bronz   | Armen Vardanjan                                                  | Zápas                | Muži řecko-římský do 66 kg             |
| Bronz   | Iryna Merleniová                                                 | Zápas                | Ženy volný styl do 48 kg               |
| Bronz   | Lesja Kalytovská                                                 | Cyklistika           | Ženy stíhací závod                     |
| Bronz   | Oleksandr Vorobjov                                               | Sportovní gymnastika | Muži kruhy                             |
| Bronz   | Taras Daňko                                                      | Zápas                | Muži volný styl do 84 kg               |
| Bronz   | Jurij Čeban                                                      | Kanoistika           | Muži - C-1 500 m                       |
| Bronz   | Vjačeslav Hlazkov                                                | Box                  | Muži váha supertěžká nad 91 kg         |
| Bronz   | Natalija Tobiasová                                               | Atletika             | Ženy 1 500 metrů                       |
| Bronz   | Anna Bessonovová                                                 | Moderní gymnastika   | Ženy víceboj jednotlivců               |